# Ултымъя
Ултымъя (устар. Ултым-Я) — река в России, протекает в Ханты-Мансийском автономном округе. Устье реки находится в 9 км по левому берегу реки Суйя. Длина реки — 34 км. В 2 км от устья, по левому берегу реки впадает река Пашъя.

## Данные водного реестра
По данным государственного водного реестра России относится к Нижнеобскому бассейновому округу, водохозяйственный участок реки — Северная Сосьва, речной подбассейн реки — Северная Сосьва. Речной бассейн реки — (Нижняя) Обь от впадения Иртыша.
Код объекта в государственном водном реестре — 15020200112115300027926.